# Nesh
Nesh é um distrito da província de Uruzgan, no Afeganistão.